# The Law in Her Hands
Pour plus de détails, voir Fiche technique et Distribution.
The Law in Her Hands est un film américain réalisé par William Clemens et sorti en 1936.

## Synopsis
Mary et Dorothy ouvrent leur propre cabinet d'avocats, mais après des mois d'endettement et de revenus en baisse, elles se résignent à devoir défendre des membres du crime organisé.

## Fiche technique
- Réalisation : William Clemens
- Scénario : George Bricker, Luci Ward d'après une histoire de 	George Bricker
- Photographie : Sidney Hickox
- Musique : Heinz Roemheld
- Montage : Clarence Kolster
- Production : First National Pictures
- Genre : Drame[1]
- Distributeur : Warner Bros.
- Durée : 56 ou 62 minutes
- Date de sortie : 16 mai 1936

## Distribution
- Margaret Lindsay : Mary Wentworth
- Glenda Farrell : Dorothy 'Dot' Davis
- Warren Hull : Asst. Dist. Atty. Robert Mitchell
- Lyle Talbot : Frank 'Legs' Gordon
- Eddie Acuff : Eddie O'Malley
- Dick Purcell : Marty
- Al Shean : Franz
- Addison Richards : William McGuire
- Joseph Crehan : Dist. Atty. Thomas Mallon

## Production
L'acteur George E. Stone devait faire partie de la distribution, mais souffrant d'une pneumonie il a du être remplacé par Al Shean.